# Conte Casati
Cosimo Giussiano Casati (Milano, ... – Roma, 8 aprile 1287) è stato un cardinale e giurista italiano.

## Biografia
Conte Casati, anche noto con il nome di Comes Glusiano de Casate (in Latino: Comes Glusianus de Casate; in Italiano: Cosmo o Cosimo Giussiano), era esponente della nobile famiglia lombarda dei Casati. 
A Milano fu canonico del duomo di Milano e ricoprì anche la carica di arcidiacono della cattedrale milanese dal 1270, entrando in contatto con Orrico Scaccabarozzi che svolgeva in quegli stessi anni l'incarico di arciprete del duomo. 
Come esperto di diritto canonico, venne prescelto dal pontefice al ruolo di uditore del tribunale della Sacra Rota e si trasferì a Roma. Papa Martino IV lo creò cardinale il 12 aprile 1281, conferendogli il titolo presbiterale dei SS. Marcellino e Pietro.